# Parafia św. Maksymiliana Marii Kolbego w Tarnowie
Parafia św. Maksymiliana Marii Kolbego w Tarnowie – parafia rzymskokatolicka znajdująca się w diecezji tarnowskiej w dekanacie Tarnów Południe.

## Proboszczowie
- 1979-1998: Stanisław Gurgul
- 1998-2002: Jan Mikulski
- 2002-2011: Jan Gębarowski
- od 2011: Grzegorz Rzeźwicki